# Загорє (Півка)
Загорє (словен. Zagorje) — поселення в общині Півка, Регіон Нотрансько-крашка, Словенія. Висота над рівнем моря: 576,6 м.